# Sean Kuraly
Sean Kuraly (né le 20 janvier 1993 à Dublin dans l'État d'Ohio aux États-Unis) est un joueur professionnel américain de hockey sur glace. Il évolue au poste de centre.

## Biographie
Il est repêché au cinquième tour par les Sharks de San José lors du repêchage d'entrée dans la LNH 2011 en 133e position. En 2012, il rejoint l'équipe des Redhawks de l'Université Miami et joue quatre saisons avec l'équipe universitaire. 
Durant son parcours à l'université, le 30 juin 2015, les Sharks échangent les droits sur Kuraly aux Bruins de Boston, avec un choix de premier tour au prochain repêchage, contre le gardien de but Martin Jones. Il joue sa première saison professionnelle en 2016-2017 en jouant majoritairement avec les Bruins de Providence, club-école de Boston évoluant dans la LAH. Il fait ses débuts dans la LNH avec l'équipe de Boston durant cette même saison.

## Statistiques

### En club
| Saison     | Équipe                   | Ligue      |     | Saison régulière | Saison régulière | Saison régulière | Saison régulière | Saison régulière |   | Séries éliminatoires | Séries éliminatoires | Séries éliminatoires | Séries éliminatoires | Séries éliminatoires |
| Saison     | Équipe                   | Ligue      | PJ  | B                | A                | Pts              | Pun              | PJ               | B | A                    | Pts                  | Pun                  |                      |                      |
| 2009-2010  | Ice de l'Indiana         | USHL       | 5   | 1                | 2                | 3                | 0                | -                | - | -                    | -                    | -                    |                      |                      |
| 2010-2011  | Ice de l'Indiana         | USHL       | 51  | 8                | 21               | 29               | 45               | 5                | 1 | 1                    | 2                    | 4                    |                      |                      |
| 2011-2012  | Ice de l'Indiana         | USHL       | 54  | 32               | 38               | 70               | 48               | 6                | 3 | 3                    | 6                    | 4                    |                      |                      |
| 2012-2013  | Université Miami         | CCHA       | 40  | 6                | 6                | 12               | 41               | -                | - | -                    | -                    | -                    |                      |                      |
| 2013-2014  | Université Miami         | NCHC       | 38  | 12               | 17               | 29               | 59               | -                | - | -                    | -                    | -                    |                      |                      |
| 2014-2015  | Université Miami         | NCHC       | 40  | 19               | 10               | 29               | 38               | -                | - | -                    | -                    | -                    |                      |                      |
| 2015-2016  | Université Miami         | NCHC       | 36  | 6                | 17               | 23               | 39               | -                | - | -                    | -                    | -                    |                      |                      |
| 2016-2017  | Bruins de Providence     | LAH        | 54  | 14               | 12               | 26               | 37               | 6                | 0 | 1                    | 1                    | 23                   |                      |                      |
| 2016-2017  | Bruins de Boston         | LNH        | 8   | 0                | 1                | 1                | 2                | 4                | 2 | 0                    | 2                    | 4                    |                      |                      |
| 2017-2018  | Bruins de Boston         | LNH        | 75  | 6                | 8                | 14               | 40               | 12               | 2 | 2                    | 4                    | 2                    |                      |                      |
| 2018-2019  | Bruins de Boston         | LNH        | 71  | 8                | 13               | 21               | 38               | 20               | 4 | 6                    | 10                   | 8                    |                      |                      |
| 2019-2020  | Bruins de Boston         | LNH        | 69  | 6                | 17               | 23               | 34               | 10               | 1 | 2                    | 3                    | 4                    |                      |                      |
| 2020-2021  | Bruins de Boston         | LNH        | 47  | 4                | 5                | 9                | 20               | 11               | 0 | 0                    | 0                    | 6                    |                      |                      |
| 2021-2022  | Blue Jackets de Columbus | LNH        | 77  | 14               | 16               | 30               | 61               | -                | - | -                    | -                    | -                    |                      |                      |
| 2022-2023  | Blue Jackets de Columbus | LNH        | 71  | 11               | 9                | 20               | 68               | -                | - | -                    | -                    | -                    |                      |                      |
| 2023-2024  | Blue Jackets de Columbus | LNH        | 62  | 9                | 9                | 18               | 40               | -                | - | -                    | -                    | -                    |                      |                      |
| Totaux LNH | Totaux LNH               | Totaux LNH | 480 | 58               | 78               | 136              | 303              | 57               | 9 | 10                   | 19                   | 24                   |                      |                      |

### En équipe nationale
| Année | Équipe         | Compétition                 |   | PJ | B | A | Pts | Pun           |  | Résultat |
| 2013  | États-Unis U20 | Championnat du monde junior | 7 | 1  | 2 | 3 | 2   | Médaille d'or |  |          |

## Trophées et honneurs personnels
- 2011-2012 : nommé dans la deuxième équipe d'étoiles de l'USHL
- 2015-2016 : nommé meilleur attaquant défensif de la NCHC